# دانيال كولينز
دانيال روز كولينز (بالإنجليزية: Danielle Rose Collins)‏ لاعبة تنس أمريكية من مواليد 13 ديسمبر 1993.

## روابط خارجية
- دانيال كولينز على موقع رابطة محترفات التنس (الإنجليزية)
- دانيال كولينز على موقع الاتحاد الدولي لكرة المضرب (الإنجليزية)
- دانيال كولينز على موقع كأس بيلي جين كينغ (الإنجليزية)
- دانيال كولينز على موقع بطولة ويمبلدون (الإنجليزية)
- دانيال كولينز على موقع خلاصة التنس.كوم (الإنجليزية)
- دانيال كولينز على موقع إي إس بي إن.كوم (الإنجليزية)